# A Split-Second
A Split-Second was een Belgische electronic-body-musicband bestaande uit Marc Ickx en Peter Bonne.

## Geschiedenis
De band ontstond toen Peter Bonne en Marc Ickx elkaar ontmoetten in 1985. Voorheen was Ickx al enkele jaren actief in een gelijknamige band met een meer klassieke rockbezetting: Ickx zelf (basgitaar en zang), Filip Verstraeten (synthesizer), Willem Rottiers (leadgitaar), Wim Weyers (gitaar en synthesizer) en Fons Heymans (drums). Van deze oude bezetting bestaan geen officiële opnamen, en de groep leek dood te bloeden door muzikale meningsverschillen tussen 'old-school classic rock' en de meer progressieve, experimentele richting die Ickx uit wilde. In de oude bezetting werden wel reeds nummers zoals Neuro Beat en The Parallax View geboren.
Ickx en Bonne begonnen demo's op te nemen in de Micrart studio Attne D and E, en later in de Top Studio in Gent. Toen Bonne naar Gent verhuisde, ontmoette hij Peter Gillis, de eigenaar van de TOP Studio. Daar namen ze hun eerste officiële nummers op en kreeg Bonne enkele lessen van Gillis in de opnametechnieken. Op dat moment krijgt Bonne de artiestennaam Chrismar Chayell en is A Split-Second geboren.
Eind 1985 en begin 1986 experimenteerden ze met geluid om een totaal eigen geluid te creëren. Vervolgens stuurden ze enkele cd's naar critici om te horen wat zij ervan vonden, via-via kwam een van die cd's bij Antler Records terecht en kregen ze hun eerste platencontract.
In 1986 brachten ze hun eerste 12" uit, deze bevatte de nummer On Command, Body Check, Burnout en Flesh. Hun eerste lp Ballistic Statues werd uitgebracht in 1987. 
Bekende nummers zijn Flesh, Rigor Mortis, Colosseum Crash, Mambo Witch en Parallax View. Het nummer Flesh was een van de eerste newbeatnummers door het op 33 toeren +8% pitch te spelen (in plaats van 45 toeren).
Nadat Ballistic Statues was uitgebracht werd de band versterkt door Peter Meyvaert en Swan, beiden op gitaar. In 1987 waren ze bijna het hele jaar op tournee door Europa.

## Discografie

### Singles
- Flesh (1986)
- The Smell of Buddha (1987)
- Rigor Mortis (1987)
- Mambo Witch (1988)
- Scandinavian Belly Dance (1988)
- The Colosseum Crash (1989)
- Rigor Mortis (remix) (1990)
- Firewalker (1990)
- Blacklash (1990)
- Flesh (remix) (1991)

### Ep
- Burn Out (1986)

### Albums
- Ballistic Statues (1987)
- Neurobeat (1987)
- Another Violent Breed (1989)
- ...From the Inside (1989)
- Kiss of Fury (1990)
- The Parallax View (1990)
- Flesh & Fire - Remixes (1991)
- Vengeance C.O.D. (1993)
- Megabite (1995)
- Transmix (2001)

### Compilaties
- A Split-Second (1989)
- Introversions: Lay Back and Join (1989)